# Polybetes pythagoricus
Polybetes pythagoricus es una especie de araña araneomorfa sparásida del género Polybetes, cuyos integrantes son denominadas comúnmente arañones del monte o arañas cangrejo. Habita en regiones templadas y cálidas de Sudamérica.

## Taxonomía
Descripción original
Esta especie fue descrita originalmente en el año 1875 por el médico, naturalista y escritor argentino Eduardo Ladislao Holmberg, con el nombre científico de Ocypete pythagorica.
Localidad tipo
La localidad tipo referida es: “Buenos Aires, Argentina”.
Etimología
Etimológicamente, el término específico pythagoricus refiere al parecido que el célebre triángulo del teorema de Pitágoras posee respecto a una mancha negra que presenta esta araña, sobre el lado ventral del abdomen u opistosoma (con el lado más ancho hacia la cintura).

## Características
Como en otros integrantes del género Polybetes, P. pythagoricus presenta la región ocular plana, con dos filas de 4 ojos simples cada una, estando los de la segunda más distanciados entre sí; sus quelíceros poseen dientes; sus patas son gruesas, laterígradas, espinosas, exhibiendo 2 uñas tarsales pectinadas; los dos primeras pares de patas tienen una mayor longitud; posee fascículos subungueales además de numerosas escófulas en metatarsos, tarsos y láminas axilares.
Polybetes pythagoricus es una araña de tamaño relativamente grande, con hembras de cerca de 4 cm de longitud del cuerpo y hasta más de 10 cm de diámetro si se incluyen las patas. Su cefalotórax o prosoma es plano. Su color general es gris-amarronado a castaño, sobre el cual se disponen diseños negros o claros. Los quelíceros muestran varios dientes, son de color negro brillante con una mancha de color rojo a cada lado de su base. Las patas presentan anillos oscuros dispuestos sobre el color de fondo. Los palpos son castaños, pero pasan a negro hacia el extremo distal. Los sexos se distinguen por presentar la hembra un mayor tamaño y, proporcionalmente, un abdomen más voluminoso y patas más cortas.

## Distribución

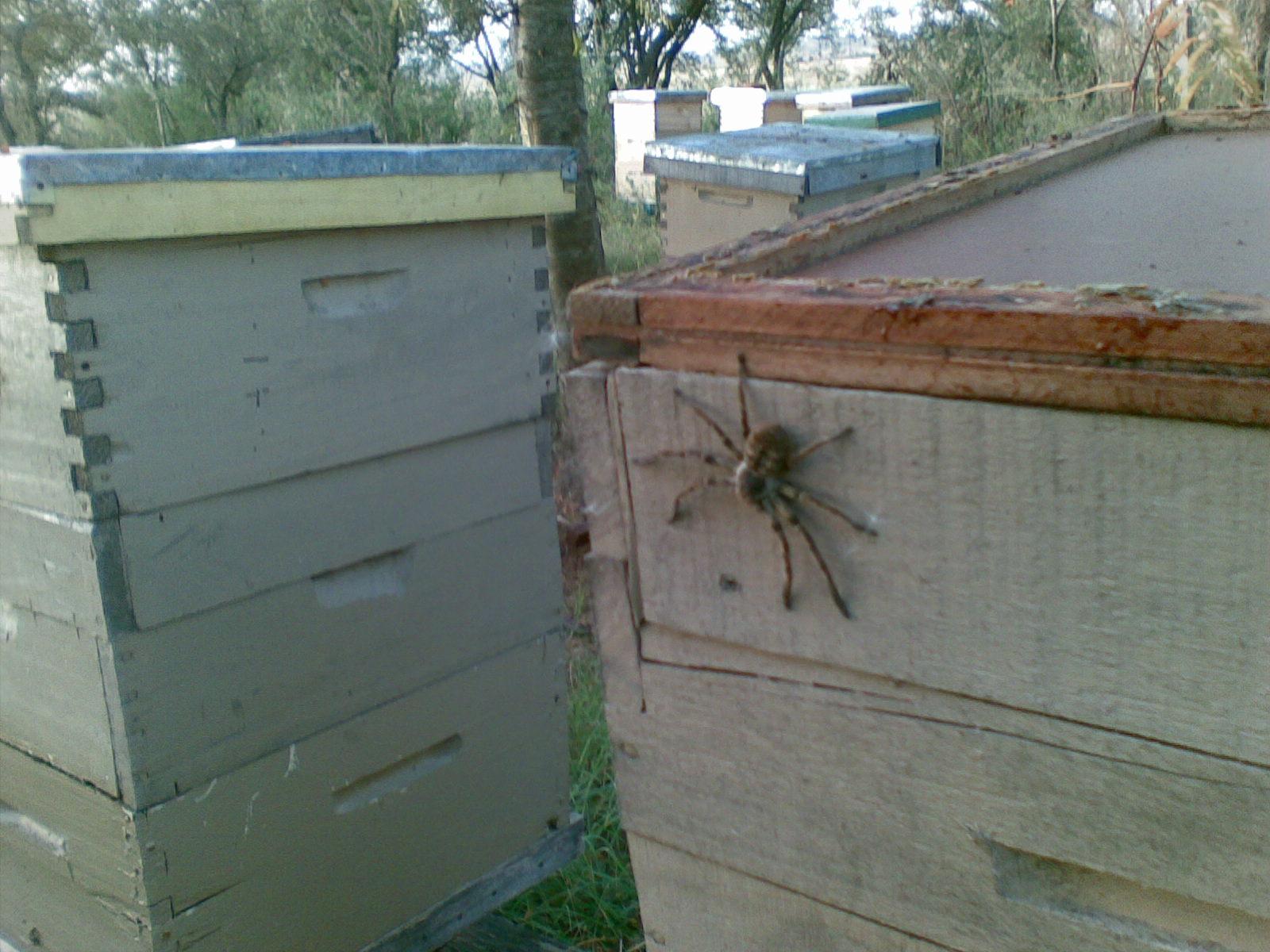
El arañón del monte (Polybetes pythagoricus) utiliza habitualmente construcciones humanas para refugiarse. Es frecuente que emplee el espacio cálido, oscuro y seco que se encuentra bajo la tapa o techo de las colmenas.

Esta especie se distribuye en América del Sur. Se le otorga una geonemia limitada al sur de Brasil, Paraguay, Uruguay y el centro y norte de la Argentina, llegando por el sur a la zona de Bahía Blanca. Otros autores la extienden también hasta Guyana, en el norte del subcontinente.

## Hábitat y hábitos
Costumbres
Tiene actividad durante todo el año. Posee hábitos nocturnos, pasando las horas del día oculta bajo la corteza de los árboles, troncos, piedras, u objetos humanos como bajo los aleros de las casas, incluso puede vivir en el interior de galpones y hasta viviendas, donde puede llegar a ser vista caminando por las paredes muy ocasionalmente, en especial en días tormentosos. Corre entre el pasto o sobre los troncos a mucha velocidad. Trepa fácilmente, incluso sobre vidrios y otras superficies muy lisas, gracias a la presencia de fascículos subungueales.
Dieta
Se alimenta de otros artrópodos. No los captura por medio de redes sino acechándolos. Puede lanzarse sobre ellos y luego ascender con la presa utilizando el hilo de seda que acompañó la caída. Preda sobre langostas, polillas, cucarachas (o baratas) y otras arañas, incluso ejemplares de su misma especie.
Su mayor predador, según su propio descriptor, es la avispa colorada (Pompilus sp.).
Reproducción
La cópula puede durar 36 horas. En ella el macho salta sobre su compañera, si esta intenta huir él la aferra con sus quelíceros. La posición que adopta es inversa a la de ella, para de ese modo facilitar el escape luego del acto, evitando así pasar a ser alimento de la hembra. Esta coloca unos 100 huevos en una ooteca con forma de disco y de unos 2 o 3 cm de diámetro. Las crías pasan un tiempo junto a su madre para finalmente hacer su vida de manera independiente, teniendo una esperanza de vida de unos 3 años.

## Peligrosidad
Esta araña es escasamente peligrosa para los seres humanos (no sensibles), pero los casos de mordeduras son bastante frecuentes. Es frecuente que el accidente ocurre por tenderse sobre el pasto o trabajar en jardinería sin guantes. Es una especie agresiva, la que si es molestada o apretada, accidental o intencionalmente, no duda en morder al infortunado, incluso puede quedar adherida a la piel para morder varias veces. Dado su gran tamaño y el intenso dolor que provoca, la identificación del causante del accidente es normalmente certera, a diferencia de mordeduras de otras especies de arañas. Cuenta con grandes glándulas que producen abundante veneno que al ser inoculado en cada mordedura de sus quelíceros genera en la víctima dos efectos. 
El primer síntoma es una acción local causada por el daño mecánico de la penetración de los quelíceros, lo que produce un edema en el área donde se localizó la picadura, el que se mantiene durante un periodo de una a 3 horas. La segunda es una respuesta del tipo neurotóxica, la cual afecta al resto del cuerpo, el cual presenta flojedad, cansancio, debilidad, dolor de cabeza, mareos, adormecimiento del miembro mordido y una tendencia lipotímica con sudor frío. A las pocas horas también desaparecen dichos síntomas, por lo que no se aplica suero anti-veneno.